# Rusty Smith
Rusty Smith (Long Beach, 27 augustus 1979) is een Amerikaans shorttracker. Tijdens de Olympische Spelen van 2002 won hij een bronzen medaille en in 2006 voegde hij hier in Turijn nog een bronzen medaille aan toe met het Amerikaanse relayteam.

## Korte biografie
Zijn ouders vernoemden hem naar basketballer Rusty Staub. Surfen, inline skaten en autoracen behoren tot zijn hobby's, en zijn favoriete atleten zijn Michael Jordan, Cal Ripken, Bonnie Blair en Dan Jansen. Net als veel andere Amerikaanse topsporters werkt hij bij The Home Depot, de grootste werkgever in het Olympic Job Opportunities Program (OJOP) van het Amerikaans Olympisch Comité (USOC)

## Persoonlijke records
| afstand    | tijd     | datum      | baan           | land |
| ---------- | -------- | ---------- | -------------- | ---- |
| 500 meter  | 41,556   | 13-2-2004  | Bormio         | ITA  |
| 1000 meter | 1.24,938 | 14-2-2004  | Bormio         | ITA  |
| 1500 meter | 2.13,893 | 17-12-2001 | Marquette      | USA  |
| 3000 meter | 4.57,700 | 2-9-2003   | Salt Lake City | USA  |

## Resultaten

### Internationaal
- 2003 - 2004 World Cup, VS - klassement: 5e; 1000m, 4e; 3000m 3e
- 2003 - 2004 World Cup, Canada - 1500m, 5e
- 2002 - 2003 World Cup, VS - klassement: 6e; 500m, 7e; 1500m, 4e, 3000m, 5e; relay 3e
- 2002 - 2003 World Cup, Italië - klassement: 7e; 500m, 4e; 1500m, 6e, 3000m 7e
- 2001 - 2002 World Short Track Speedskating Championships - klassement 5e; 500m, 4e; 1500m 3e; 3000m, 6e
- 2001 - 2002 World Cup, Canada - klassement: 6e; 500m, 6e; 1000m, 6e, relay 4e
- 2000 - 2001 World Short Track Speedskating Championships - klassement 8e; 1000m, 4e; 3000m, 5e; relay, 1st
- 2000 - 2001 World Cup, Oostenrijk - klassement: 6e; 1000m, 3e
- 1999 - 2000 World Cup eindstand - klassement 12e; 500 19e; 1000m, 11e; 1500m, 14e; relay, 6e
- 1999 - 2000 Winter Goodwill Games - 500m, 3e; 1000m, 9e
- 1999 - 2000 World Short Track Championships - 1000m 7e
- 1998 - 1999 World Short Track Championships - 500m, 8e; 1000m 7e
- 1998 - 1999 World Junior Short Track Championships - klassement 5e
- 1996 - 1997 World Junior Short Championships - 2e
- 1996 - 1997 World Ranking, Nederland - klassement 13e
- 1996 - 1997 World Ranking, Italië - klassement 6e
- 1994 - 1995 World Team Trials - klassement 12e
- 1994 - 1995 Junior World Team Trials - 1st
- 1993 - 1994 Junior World Short Track Trials - 2e

### Nationaal
- 2002 - 2003 U.S. Short Track Championships, klassement 2e
- 2001 - 2002 U.S. Short Track Championships, klassement 2e
- 2000 - 2001 U.S. Short Track Championships, klassement, 2e; 3,000m, 1st; 1,000m, 2e
- 1999 - 2000 U.S. Short Track Championships, klassement 2e
- 1998 - 1999 U.S. Short Track Championships, klassement 2e
- 1998 - 1999 U.S. Junior Short Track Champion
- 1997 - 1998 U.S. Short Track Champion
- 1996 - 1997 U.S. Short Track Championships, klassement 3e
- 1996 - 1997 U.S. Junior Short Track Championships, 2e
- 1995 - 1996 U.S. Short Track Championships, 7e
- 1995 - 1996 U.S. Junior Short Track Champion
- 1994 - 1995 U.S. Short Track Championships, 13e